# Soestia
Soestia è un genere monotipico di tunicati appartenente alla famiglia Salpidae. L'unica specie è Soestia zonaria. Sul comportamento e sull'accoppiamento, i membri dell'ordine Salpida includono fasi clonali e sessuali nel loro ciclo vitale. Ciclo vitale: l'oozooide contiene nel suo stolone i germogli e i blastozooidi, ciascuno contenente un uovo. Il blastozoide diventa un sacco di covata per l'uovo fecondato che successivamente si libera come giovane zooide.
La specie ha distribuzione cosmopolita. Marino, planctonico; comune nella maggior parte delle acque temperate. Presenta una migrazione verticale.